# Hippopsis tuberculata
Hippopsis tuberculata es una especie de escarabajo longicornio del género Hippopsis, tribu Agapanthiini, subfamilia Lamiinae. Fue descrita científicamente por Galileo y Martins en 1988.

## Descripción
Mide 9,7-13,7 milímetros de longitud.

## Distribución
Se distribuye por Argentina, Bolivia, Brasil y Paraguay.